# 波洛溫基內
49°13′30″N 38°54′54″E / 49.22500°N 38.91500°E

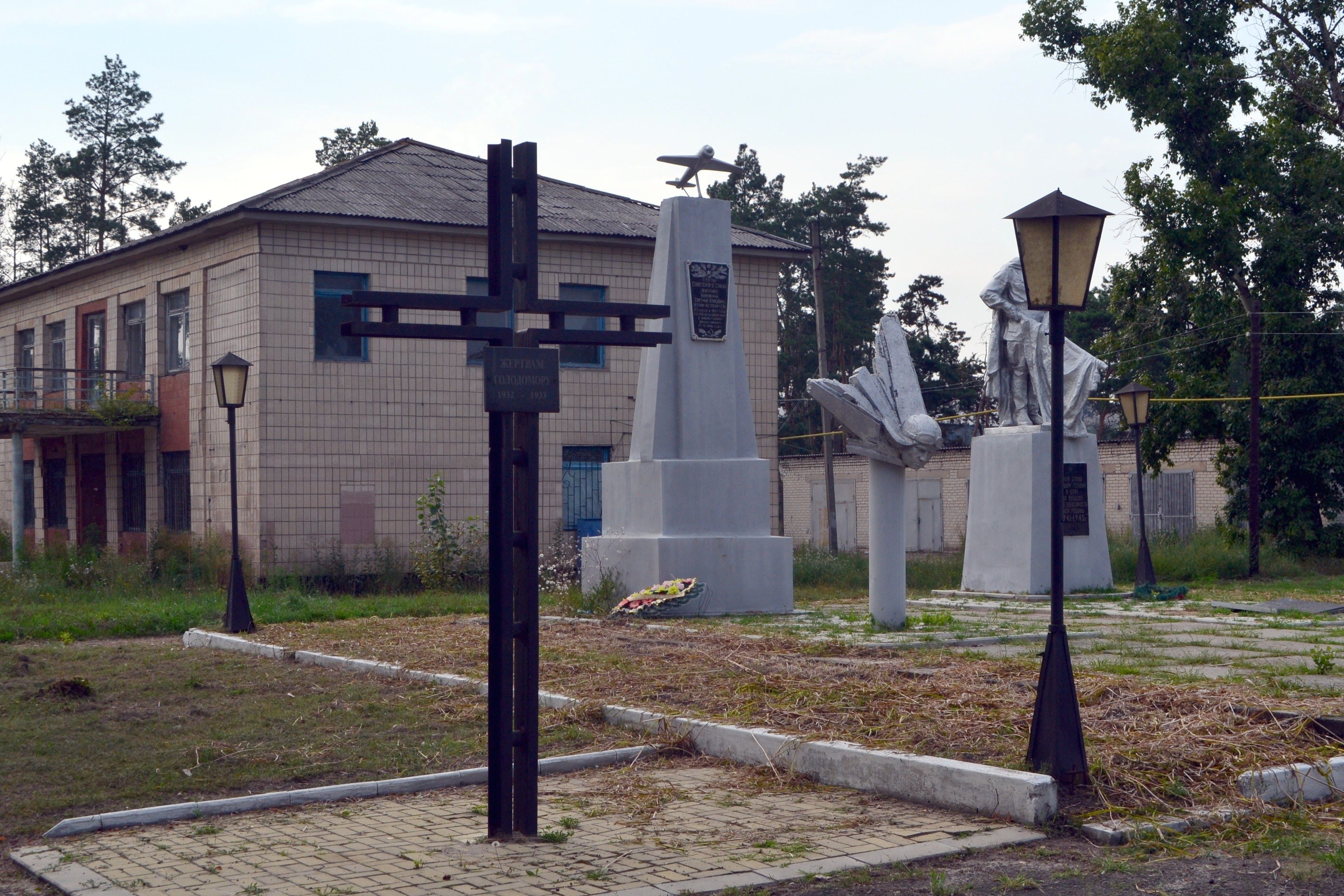
纪念碑

托洛基夫卡（羅馬化：Tolokivka），2024年9月前名为波洛溫基內（烏克蘭語：Половинкине），是位於烏克蘭東部的村莊，由盧甘斯克州舊比利斯克區的舊比利斯克市鎮負責管轄。該村始建於1680年，面積5.55平方公里，海拔高度57米，2001年人口2,913，人口密度每平方公里525.2人。
2024年9月19日，乌克兰最高拉达将此村的名字改为托洛基夫卡。